# Vesper (Wisconsin)
Vesper – wieś w Stanach Zjednoczonych, w stanie Wisconsin, w hrabstwie Wood.